# Herblingen (Fremdingen)
Herblingen ist ein Ortsteil der Gemeinde Fremdingen im bayerisch-schwäbischen Landkreis Donau-Ries.

## Lage
Das Kirchdorf liegt am Nordwestrand des Rieses, ca. 3,5 km südöstlich von Fremdingen auf freier Flur. Gemeindestraßen führen zur nahegelegenen Kreisstraße DON 12.

## Geschichte
Herblingen entwickelte sich aus einer alamannischen Siedlung, von der man im Ortskern ein Reihengräberfeld fand. Die erste urkundliche Erwähnung datiert von 1157, als „Herlaibingen“ durch Papst Hadrian IV. Im Mittelalter übten die Herren von Hochaltingen die Ortsherrschaft aus. Im Dreißigjährigen Krieg wurde die Bevölkerung Herblingens stark dezimiert. Später hatten die Freiherren von Welden die Herrschaft über den Ort. Im Jahr 1764 verkauften sie Herblingen an die Fürsten von Oettingen-Spielberg.
Mit dem zweiten Gemeindeedikt wurde Herblingen 1818 eine Ruralgemeinde. Die Kinder gingen weiterhin nach Hochaltingen zur Schule, bis 1903/1904 ein eigenes Schulhaus mit Lehrerwohnung errichtet wurde. 1968 wurde die Schule aufgelöst, 1967 und 1968 die Flurbereinigung durchgeführt.
Bis zur Gemeindegebietsreform war Herblingen eine selbständige Gemeinde mit dem Ortsteil Nonnenbergmühle (Jonasmühle). Am 1. Mai 1978 wurde diese aufgelöst und beide Orte in die Gemeinde Fremdingen eingegliedert.

## Bauwerke
In dem Ort finden sich noch einige alte Rieser Bauernhäuser. Neben einigen anderen Baudenkmälern stehen auch die Katholische Filialkirche St. Michael und Lorenz und die Ortskapelle im Hofacker auf der Denkmalliste.